# Ptyctolaemus chindwinensis
Ptyctolaemus chindwinensis — вид ящірок з родини агамових (Agamidae). Описаний у 2021 році.

## Назва
Назва виду chindwinensis вказує на річку Чиндвін, у басейні якої виявлено цей вид.

## Поширення
Ендемік М'янми. Знайдений у заповіднику дикої природи Хтаманті в області Сікайн.

## Опис
Тіло струнке, завдовжки 45,6–83,5 мм, не враховуючи хвоста. Хвіст довгий, TAL/SVL — 2,24–2,47. Кінцівки довгі, FLL/SVL — 0,48–0,52, HLL/SVL 0,90–0,94. Тимпан прихований. Гребінь нерозвинений, низький і плоский. Спинна луска неоднорідна. Гулярна область яскраво-жовта з двома або трьома короткими чорними смужками у самців і сірувато-біла без смуг у самиць.